# Huanghuacheng

Kinesiska muren vid Huanghuacheng.

Huanghuacheng (黄花城) är en sektion av den Kinesiska muren och även namnet på det närliggande samhället. Huanghuacheng ligger nordväst om Jiuduhe vid Huaijiufloden i Huairoudistriktet 60 km rakt norr om centrala Peking i Kina.
Muren vid Huanghuacheng är en del av den "inre mur" som löper från Mutianyu i öster över Jiankou och som tidigare anslöt till Juyongguan i väster och passerar norr om Minggravarna. Uppbyggnaden muren som Huanghuacheng är en del av pågick mellan från 1404 till 1592. Sektionen av vid Huanghuacheng påbörjades 1575 av generalen Cai Kai som efter färdigställandet blev halshuggen för att byggnationen hade tagit lång tid och förbrukat för mycket resurser. Cat Kai återfick dock äran när kejsare Wanli insett hur välbyggd sektionen var och Cai Kai blev om-begravd nära Huanghuacheng.
Sektionen av muren vid Huanghuacheng är en av få där den Kinesiska muren löper i direkt anslutning till vatten.